# Cobre
Cobre  ist ein Weiler in der Gemeinde Vegadeo der autonomen Region Asturien in Spanien.

## Geographie
Cobre   hat 14 Einwohner (2020) auf einer Grundfläche von 19,17 km². Die nächste größere Ortschaft ist Vegadeo, der 4,2 km entfernte Hauptort der gleichnamigen Gemeinde. Der Weiler gehört zu dem Parroquia Piantón.

## Klima
Angenehm milde Sommer mit ebenfalls milden, selten strengen Wintern. In den Hochlagen können die Winter durchaus streng werden.

## Sehenswertes
- Casa de la Rúa
- Reserva Natural Parcial de la Ría del Eo (Naturpark)